# Pteroloma
Pteroloma är ett släkte av skalbaggar som beskrevs av Leonard Gyllenhaal 1827. Pteroloma ingår i familjen sumpbaggar.
Släktet innehåller bara arten Pteroloma forsstromii.

## Bildgalleri

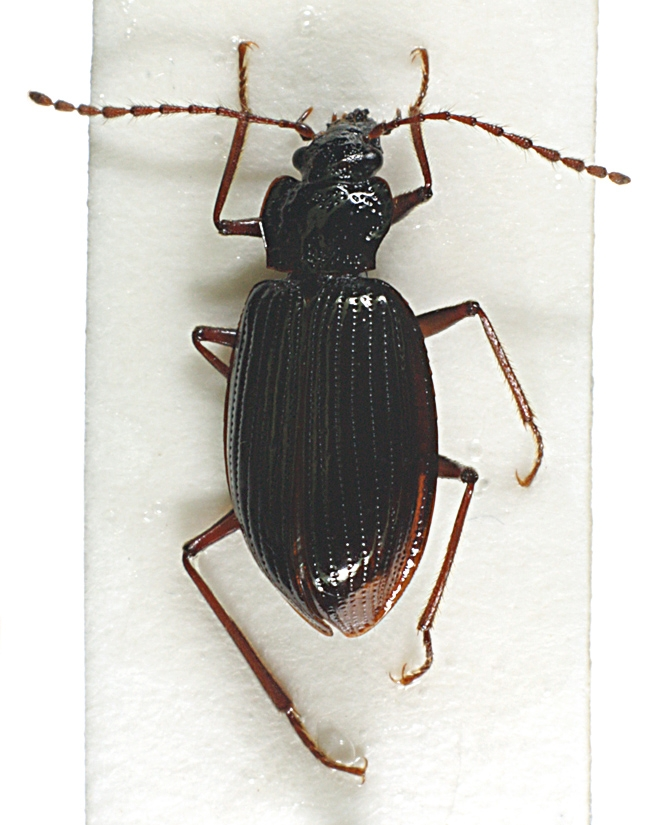